# Municipio de Santa María Tlalixtac
El municipio de Santa María Tlalixtac es uno de los 570 municipios del estado mexicano de Oaxaca. Su cabecera es la localidad de Santa María Tlalixtac.

## Geografía
El municipio de Santa María Tlalixtac colinda al norte con los municipios de Chiquihuitlán de Benito Juárez y San Pedro Teutila; al este con el municipio de San Andrés Teotilálpam; y al oeste y al sur con el municipio de San Francisco Chapulapa.

## Localidades
El municipio de Santa María Tlalixtac cuenta con doce localidades.
| Localidad             | Población (2020) |
| --------------------- | ---------------- |
| Santa María Tlalixtac | 980              |
| Tlalixtac Viejo       | 492              |
| El Palmar             | 133              |

## Gobierno
Se rige mediante el sistema de usos y costumbres.
| Presidente municipal       | Periodo   |
| -------------------------- | --------- |
| René Krassel Mena          | 1999-2001 |
| Oliverio Cancino Zúñiga    | 2002-2004 |
| Hipólito Cancino Hernández | 2005-2007 |
| Jaime Juárez Cancino       | 2008-2010 |
| Enrique Krassel Cancino    | 2011-2013 |
| Oliverio Cancino Zúñiga    | 2013-2016 |
| Marcos García Peña         | 2017-2019 |
| Comisión provisional       | 2019-2023 |
| Damián Lozano Cervantes    | 2023-2025 |